# 伊塔乌迪米纳斯
伊塔乌迪米纳斯是巴西米纳斯吉拉斯州的一个市镇。总面积154.015平方公里，总人口14551人，人口密度94.5人/平方公里。